# Puntera
Puntera is een plaats in de gemeente Barban in de Kroatische provincie Istrië. De plaats telt 134 inwoners (2001).